# Badische Landesbühne
Die Badische Landesbühne ist ein Theater mit Sitz in Bruchsal. Pro Spielzeit zeigt die Badische Landesbühne (BLB) zwischen 380 und 420 Vorstellungen, wobei ca. 1/3 der Vorstellungen das Kinder- und Jugendtheater bestreitet. Der Spielplan beinhaltet musikalische Programme, klassisches Schauspiel und zeitgenössische Dramatik sowohl im Abendspielplan wie auch im Kinder- und Jugendtheater.
Eine Besonderheit sind die jährlich im Juni und Juli stattfindenden Freilichtaufführungen in beiden Sparten. Während des Theatersommers Bruchsal sind diese Freilichtproduktionen im Park des Bruchsaler Barockschlosses zu sehen.

## Geschichte
Am 29. September 1949 wurde das „Kulturwerk des württemberg-badischen Unterlandes GdbR“ in Neckarsulm gegründet. Erste Aufführung: Jedermann von Hugo von Hofmannsthal. 1951 erfolgte die Umwandlung in einen eingetragenen Verein, 1952 der Umzug des Theaters nach Bruchsal als Sitzstadt. Die Stadt Bruchsal trat 1953 dem „Trägerverein der Unterländer Volksbühne“ bei. 1960 wurde das Anwesen Klosterstraße 6 in Bruchsal für Verwaltung und Technik angemietet. Im Jahr 1980 wurden Probenräume in der Wilderichstrasse 31 (Probenfabrik) angemietet.
Die eigene Sparte „Kinder- und Jugendtheater“ wurde 1980 gegründet. Erste Aufführung war Max und Milli von Volker Ludwig.
1986 wurden eigene Werkstätten in Bruchsal, John-Deere-Straße 21 fertiggestellt.
Im Jahr 1987 wurde das Stadttheater im Bürgerzentrum Bruchsal bezogen.

### Intendanten
- 1949–1964: Franz Mosthav
- 1964–1972: Hans Pabst
- 1972–1986: Alf André
- 1986–1993: Rolf P. Parchwitz
- 1993–1998: Peter Dolder
- 1998–2023: Carsten Ramm
- ab 2023: Wolf E. Rahlfs

## Organisation
Die Badische Landesbühne wird in der Rechtsform eines eingetragenen Vereins geführt und ist als gemeinnützige Institution anerkannt. Heute bilden vier Landkreise, 16 Mitgliedsgemeinden, das Finanzministerium sowie das Ministerium für Wissenschaft, Forschung und Kunst den Trägerverband. Die Mitgliedsorte sind hauptsächlich im nordbadischen Raum beheimatet. Das angestammte Spielgebiet reicht vom Raum Bruchsal-Bretten bis zur Gegend von Tauberbischofsheim und Wertheim. Darüber hinaus werden in ganz Baden-Württemberg und den angrenzenden Bundesländern Gastspiele aufgeführt.

## Partnertheater
2005 wurde mit dem Deutschen Staatstheater Temeswar (Rumänien) unter Mitwirkung des Innenministers von Baden-Württemberg Heribert Rech und der Donauschwäbischen Kulturstiftung des Landes Baden-Württemberg eine Partnerschaft initiiert. Ziel ist es, Grenzen zu überwinden und den Austausch der Kulturen zu fördern. Neben dem Austausch von Mitarbeitern in allen Bereichen, führte die Badische Landesbühne im Februar 2005 eine erfolgreiche Tournee mit den Produktionen Urfaust von Johann Wolfgang Goethe sowie für Kinder Die Reise nach Brasilien von Daniil Charms an sechs Orten in Rumänien durch. Das Deutsche Staatstheater Temeswar gastierte im Juni 2006 in Bruchsal mit der preisgekrönten Produktion Feuergesicht von Marius von Mayenburg.